# フリッツ・ガイェウフスキー
フリードリヒ・ガイェウフスキー（ドイツ語: Freidrich Gajewski, 1885年10月13日 - 1965年12月2日）は、ドイツの実業家。IG ファルベンの役員で、第二次世界大戦中には戦争経済指導者(Wehrwirtschaftsführer)を務めた。

## 若年期
1885年10月13日、ガイェウフスキーは12人兄弟の1人として生を受けた。経済的な理由から兄弟全員が進学する事は不可能であったが、その中でガイェウフスキーは薬剤師としての修行を受け、1905年には化学及び薬学について学ぶべくライプツィヒ大学へ入学した。1910年に博士号を修得した後、当時は必須とされていた兵役を果たすべくドイツ帝国陸軍に入隊する。1912年には民間企業BASFにて雇用されるも、1914年に第一次世界大戦が勃発した為に陸軍へ戻り、1917年まで従軍した。その後、ルートヴィヒスハーフェンにあるBASFガス部門の幹部となった。またこの頃に結婚しており、後に2人の娘が生まれた。

## IGファルベンでのキャリア
1925年、ガイェウフスキーはカール・ボッシュの助手兼取締役となった事でIGファルベン社内で名を知られるようになる。IGファルベンでは主に写真機材に関する業務に携わり、1928年にはアグフアの技術監督に就任。その2年後にIGファルベン第3生産部（写真機材、人口絹、セルロースなど）の部長に就任する。1932年にはIGファルベン社取締役会の一員となる。また1936年から1945年まで監査委員会の一員としてダイナマイト・ノーベル社との連携実現に奔走した。

## ナチ政権下
1933年、ガイェウフスキーは国家社会主義ドイツ労働者党(NSDAP)に入党する。1938年、水晶の夜事件の後にガイェウフスキーはIGファルベンの元同僚らと共にNSDAPが主張する世界観の支持を表明した。1930年代初頭に取締役会の一員だったユダヤ人のゲアハルト・オーレンドルフ(Gerhard Ollendorf)はNSDAPによる迫害を恐れており、1938年11月にガイェウフスキーと会った際にドイツから逃れようとしている旨を話したという。ガイェウフスキーは幸運を祈ると言ってオーレンドルフを見送ったが、直後にゲシュタポに宛てて「彼は機密情報を所持したまま逃亡しようとしている可能性がある」という手紙を書いている。これによってオーレンドルフの出国は足止めされたが、結局ガイェウフスキーが折れた事でオーレンドルフは無事にドイツ出国を果たしている。
1940年にIGファルベンの南東欧委員会の委員となり、ハンガリーやチェコスロバキア、ルーマニアなどの占領地及び衛星国のIGファルベンの支社や子会社をたびたび訪問した。1942年、戦争経済指導者(Wehrwirtschaftsführer)に就任する。

## 戦後
1945年10月5日、アメリカ陸軍によって逮捕される。ガイェウフスキーの戦争犯罪については1947年のIGファルベン裁判に先立って争われた。IGファルベン社取締役会の一員だったユダヤ人達は彼がナチス政権に対して非常に協力的だったことを明かして非難したものの、戦争犯罪に関しては無罪判決が下った。当初、オーレンドルフは自分のドイツ脱出を支援してくれたと信じていた為、裁判でもガイェウフスキーを擁護する立場から宣誓供述書を作成していた。しかし法廷にてガイェウフスキーがゲシュタポに宛てて書いた手紙が読み上げられた為、オーレンドルフはこの宣誓供述書を撤回した。
釈放後、彼は再び実業家としてダイナマイト・ノーベルとの事業に戻った。1952年には会社会長に就任し、さらに翌年には西ドイツ政府からドイツ連邦共和国功労勲章大功労十字章(Großes Verdienstkreuz)を授与されている。その後も複数の会社に役員として名前を置き、取締役会議長なども務めたという。1957年に引退し、ケルン郊外のハーンヴァルトにて死去した。